# Spähpanzer SP I.C.
Der Spähpanzer SP I.C. war das Versuchsmodell eines Aufklärungspanzers mit Panzerabwehrkomponente, aufgebaut auf dem Schützenpanzer kurz.

## Taktisches Konzept
Beim Aufbau der Panzeraufklärungstruppe der Bundeswehr flossen auch Erfahrungen aus dem Zweiten Weltkrieg mit ein; man dachte hier ohne Zweifel unter anderem an ein Fahrzeug wie den Puma (SdKfz 234/2), der mit einer für ein solches Fahrzeug großdimensionierten Hauptbewaffnung ausgestattet war. Aus diesem Grunde, aber auch mit der Absicht, bei den Panzeraufklärungsbataillonen Schützenkompanien als Element infanteristischer Kampfkraft mit einer den Panzergrenadieren ähnlichen Kampfweise anzugliedern, sollte auch ein Aufklärungspanzer mit der Möglichkeit der Panzerabwehr eingeführt werden.

## Technisches Konzept

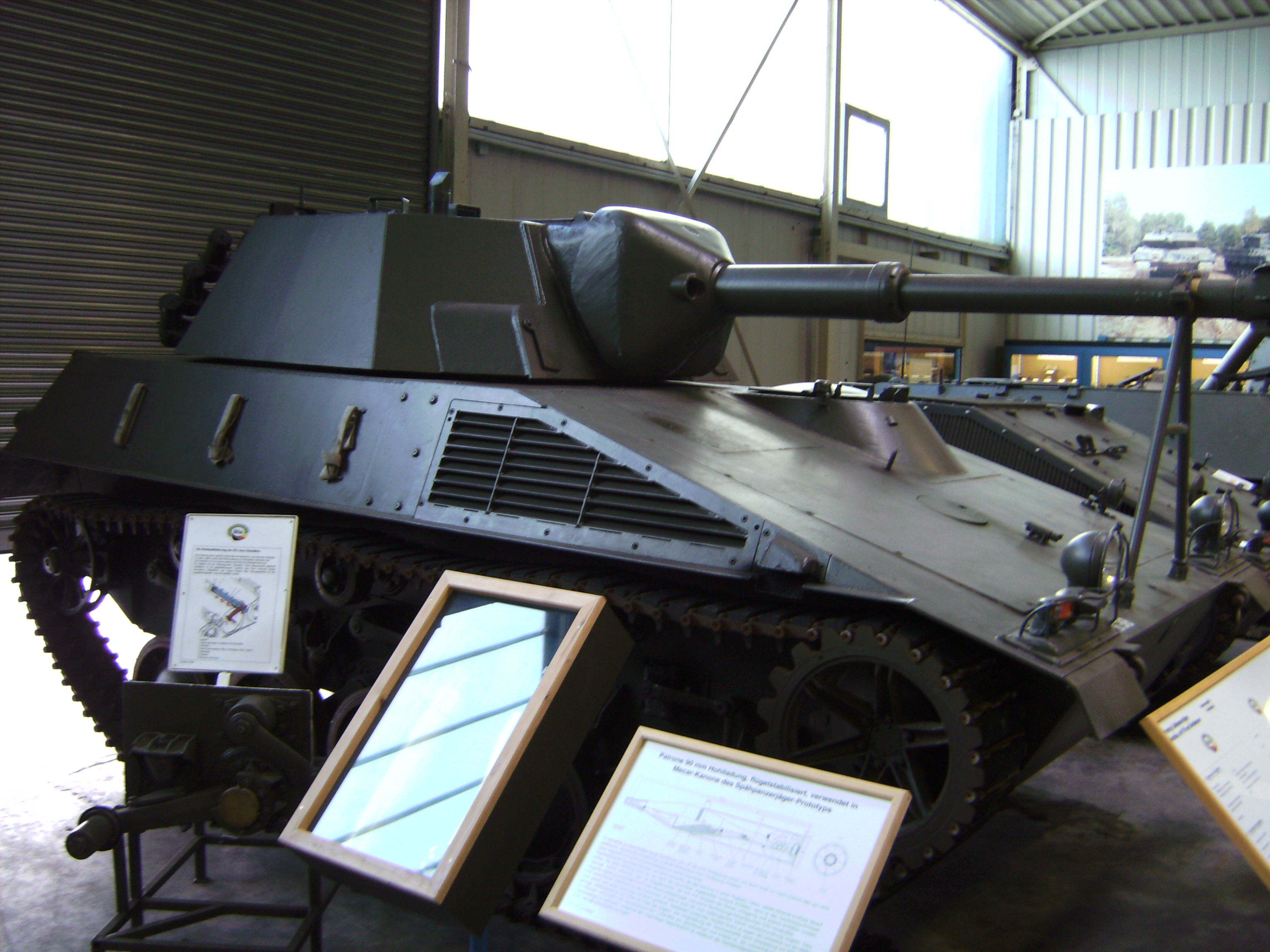

Der bereits zur Ausstattung der Truppe vorgesehene Schützenpanzer Kurz (Spz. kurz) erhielt einen anderen Turm mit anderer Hauptbewaffnung. Das zu erwartende höhere Gefechtsgewicht machte allerdings tiefgreifende Änderungen an Fahrgestell, Triebwerk und Bremsanlage gegenüber dem serienmäßigen Spz kurz erforderlich. Die Kanone hatte einen nur kurzen Rohrrücklauf, was den Einbau in dem kleinen Drehturm möglich machte. Bemerkenswert war die vorgesehene Verwendung einer flügelstabilisierten Panzerabwehrgranate bei gezogenem Rohr. Die wirksame Reichweite der Kanone war jedoch zu der damaligen Zeit gerade noch ausreichend, was bereits als Mangel angesehen wurde, da eine Leistungssteigerung nicht mehr möglich war. Eine Ladeautomatik für den Zweimannturm wurde ebenfalls erprobt, musste jedoch wegen gravierender Mängel als nicht akzeptabel abgelehnt werden.
Die Arbeiten an dem Projekt dauerten von 1956 bis 1962, dann wurde das Vorhaben eingestellt.
Das Fahrzeug befindet sich zurzeit in der Wehrtechnischen Studiensammlung Koblenz (Langemarck-Kaserne)
Diese Art von Kampffahrzeugen wurde nicht weiter verfolgt, obwohl die Notwendigkeit, leichte Rad- oder Kettenfahrzeuge mit Panzerabwehrbewaffnung zu versehen, sicherlich gegeben war. Die in anderen Ländern diesbezüglich durchgeführten Projekte (z. B. AMX-10 RC) hatten das im Nachhinein erwiesen.

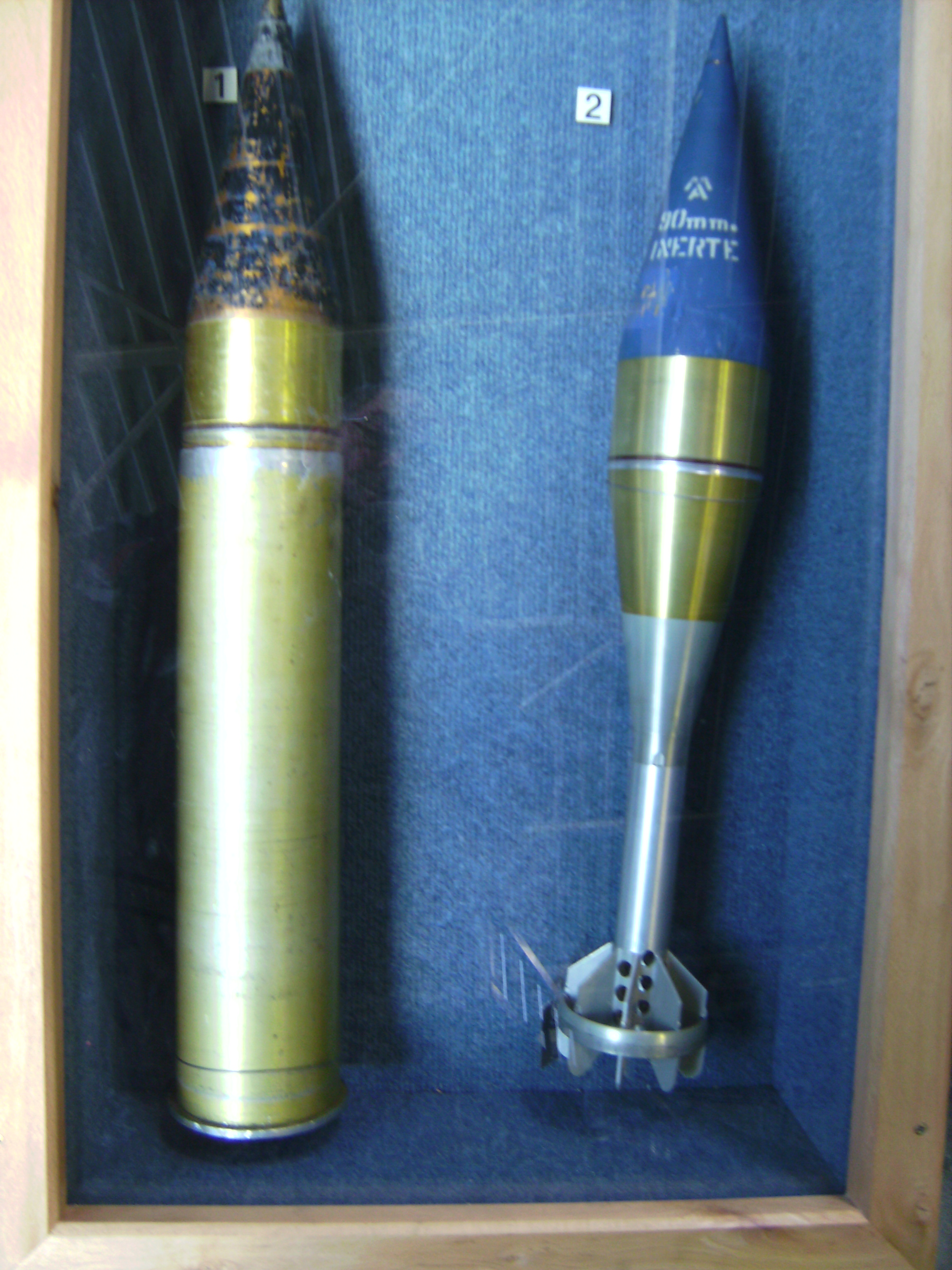
Flügelstabilisierte Granate für die 90-mm-Panzerkanone MECAR

## Technische Daten
| Hersteller                 | Hotchkiss/Klöckner-Humboldt-Deutz                          |
| Baujahr                    | 1961                                                       |
| Besatzung                  | 3                                                          |
| Motor                      | 4-Takt-Ottomotor Hotchkiss-Brandt                          |
| Leistung                   | 195 PS                                                     |
| Zylinder                   | 6-Zylinder, Reihe                                          |
| Hubraum                    | 4978 cm³                                                   |
| Gefechtsgewicht            | 6,5 t                                                      |
| Leistungsgewicht           | 30 PS/t                                                    |
| Getriebe                   | synchron-mechanisches Wechselgetriebe                      |
| Höchstgeschwindigkeit      | 58 km/h                                                    |
| Federung                   | hydropneumatisch                                           |
| Kette                      | gummigepolsterte Scharnierkette                            |
| Antrieb                    | Frontantrieb                                               |
| Bodenfreiheit              | 400 mm                                                     |
| Bodendruck                 | 0,68 kg/cm²                                                |
| Kletterfähigkeit           | 600 mm                                                     |
| Steigfähigkeit             | 60 %                                                       |
| Querneigung                | 35 % max.                                                  |
| Watfähigkeit               | 1000 mm                                                    |
| Grabenüberschreitfähigkeit | 1,5 m                                                      |
| Kraftstoffvorrat           | 270 l + 85 l Reserve                                       |
| Kupplung                   | Einscheiben-Trockenkupplung                                |
| Gänge                      | 5/1                                                        |
| Lenkung                    | Ausgleichs-Lenkgetriebe Cletrac                            |
| Bremsen                    | hydraulische Doppelscheibenbremse mit Pumpenspeichersystem |
| Laufwerk                   | Drehstabfederung mit mech. Stoßdämpfern                    |
| Panzerung                  | 8 mm min / 15 mm max                                       |
| Kanone                     | 90 mm Mecar                                                |
| Rohrlänge                  | 2000 mm                                                    |
| Züge/Drall                 | 112/konstanter Rechtsdrall                                 |
| Munitionsarten             | flügelstabilisiertes Hohlladungsgeschoss Sprenggranate     |
| Mündungsgeschwindigkeit    | Panzergranate = 630 m/s Sprenggranate = 338 m/s            |
| Munitionsvorrat            | 18 Schuss                                                  |
| Sekundärbewaffnung         | 1 Maschinengewehr MG 42/59 koaxial Nebelwurfanlage         |

## Quelle
- Wehrtechnische Studiensammlung Koblenz